# Federal Reserve Bank van New York

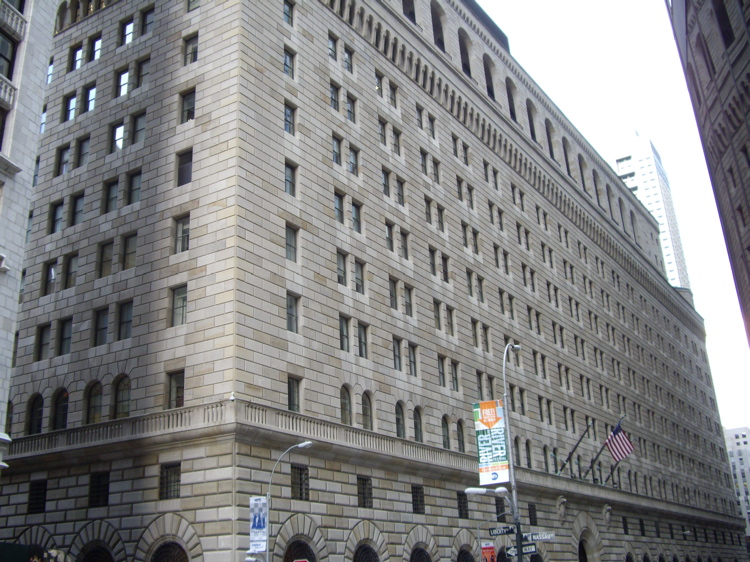
Het gebouw van de Federal Reserve Bank van New York

De Federal Reserve Bank van New York is het tweede district van de Federal Reserve. Bij de oprichting in 1914 was de bank sterker gekapitaliseerd dan enige andere bank in het systeem. Niettemin was weinig terechtgekomen van de oorspronkelijke ambitie van de lokale financiers om meer dan de helft van het kapitaal te vertegenwoordigen en rechtstreeks met de Europese centrale banken te kunnen handelen.
Het hoofdgebouw werd opgetrokken in het stratenblok tussen Liberty Street, Maiden Lane, William Street en Nassau Street.
Federal Reserve Notes uitgegeven door de bank kunnen worden herkend door de B op de voorzijde van een- en tweedollarbiljetten en de B2 op de voorzijde van de andere biljetten.

## Goudkluis
Onder het gebouw van de New Yorkse Fed huist een ontzagwekkende bankkluis waar goudstaven bewaard worden van meer dan honderd centrale banken, regeringen en internationale organisaties. De kluis rust op de rotsbodem van het eiland Manhattan, 15 meter onder de zeespiegel. Met hydraulische liften verplaatsen goudstapelaars de staven tussen de compartimenten van de verschillende rekeninghouders om debet- en creditoperaties uit te voeren.
Op het hoogtepunt in 1973 lag er 12.000 ton goud opgeslagen. Dit cijfer loopt gestaag terug. In 2012 lag er nog 6.700 ton, goed voor 530.000 goudstaven. Dit wordt geraamd op een vijfde tot een kwart van al het goud dat ooit uit de aarde is opgedolven.
De enige toegang tot het kluisgewelf wordt beveiligd door een reusachtige stalen cilinder, die de kluis luchtdicht en waterdicht afsluit.